# Lynn El Hayek
Pour les articles homonymes, voir Hayek.
Lynn El Hayek (en arabe : لين الحايك) est une chanteuse libanaise née le 7 décembre 2003. Elle se fait connaître en participant et en remportant la première saison du télé-crochet The Voice Kids Ahla Sawt.

## Parcours
Née à Tripoli, elle est la fille d'un couple d'instituteurs. Petite-nièce de la chanteuse Salwa Al Katrib, elle est la cousine de Aline Lahoud.
En 2016, alors qu'elle a seulement 12 ans, Lynn El Hayek participe à la première saison de The Voice Kids Ahla Sawt sur la chaîne panarabe MBC. Elle remporte la compétition avec une chanson de la chanteuse tunisienne Zikra. La même année, elle chante devant les Nations unies à New York avec une chorale de gospel, le United Voices of New York.
Elle publie son premier single Aam Bekbar (Je grandis) en 2018, single qui reçoit un bon accueil dans le monde arabe. Le clip, réalisé par Fadi Haddad, a été tourné à Anjar et a été visionné plus de 6 millions de fois dans les premières semaines de sa diffusion. En octobre, elle fait ses débuts sur le marché américain avec le single Party Language.

## Nominations et Récompenses
| Année | Prix                     | Catégorie                       | Résultat |
| ----- | ------------------------ | ------------------------------- | -------- |
| 2016  | The Voice Kids Ahla Sawt | Plus Belle Voix                 | Gagnante |
| 2019  | Kids' Choice Awards      | Artiste du Moyen-Orient Préféré | Gagnante |